# 冷遂南
冷遂南（1405年—？年），字光遠，四川重慶府合州銅梁縣人，明朝政治人物。

## 生平
宣德四年（1429年）己酉科四川鄉試第一名舉人。宣德五年（1430年）聯捷庚戌科進士。歷官主事。

## 家族
曾祖冷均恕，祖冷珉，父冷志榮，母羅氏。